# Berna
Berna (em alemão bernense: Bärn [b̥æːrn]; em alemão: Bern [ˈbɛrn] (escutarⓘ); em francês: Berne [bɛʁn]; em italiano: Berna [ˈbɛrna]; em romanche: Berna [ˈbɛrnə]) é a capital de facto da Suíça. Berna é uma cidade predominantemente germanófona, capital do cantão homônimo e também uma comuna.
A cidade conta com  133 920 habitantes e estende-se por uma área de 51,6 km², possuindo uma densidade populacional de 2 595 hab./km². É atravessada pelo rio Aar e limita-se com outras onze comunas.
Berna está inscrita no Patrimônio Cultural Mundial da UNESCO, graças ao patrimônio medieval de sua Cidade Antiga, que conseguiu atravessar os séculos.
Entre os bernenses ilustres encontram-se o cientista Albrecht von Haller, o poeta Jeremias Gotthelf, o escultor Bernhard Luginbühl e os pintores Ferdinand Hodler e Paul Klee. O físico de origem alemã Albert Einstein desenvolveu sua Teoria da Relatividade em Berna.
A língua oficial nesta comuna é o alemão.

## Etimologia
A etimologia do nome "Berna" é incerta. Segundo a lenda local, com base na etimologia popular, Berchtold V, Duque de Zähringen, o fundador da cidade de Berna, prometeu nomear a cidade após o primeiro animal que ele conhecesse na caça, e este acabou por ser um urso. Se considera provável que a cidade foi nomeada após a cidade italiana de Verona, que na época era conhecida como Bern no idioma alto alemão médio. Supõe-se que o termo Bern tenha sido um topônimo preexistente de origem celta, possivelmente da palavra berna que significa "fissura". O urso é o animal heráldico do selo e do brasão de armas de Berna, desde aproximadamente o ano 1220. A mais antiga referência à manutenção de ursos vivos na Barengraben data da década de 1440.

## História

### História antiga
Não há evidências arqueológicas que indiquem o exato local onde era a antiga Berna de antes do século XII. Na antiguidade, provavelmente no século II a.C., haveria um ópido celta que se localizava em uma região descrita como "Engehalbinsel" (período La Tène) ao norte de Berna. Segundo mencionado por César, nesta época a região de Berna era um dos doze ópidos dos Celtas-helvécios. Durante a época romana, havia na mesma região um vico galo-romano. Há registros de que,  no início da Idade Média, um acordo foi mediado pelos romanos em Bümpliz, agora um distrito da cidade de Berna, a cerca de 4 quilômetros da futura cidade medieval de Berna.
A cidade medieval de Berna foi fundada pela família real de Zähringer, que subiu ao poder na Borgonha Superior no século XII. De acordo com a historiografia datada do século XIV (Cronica de Berno, 1309), Berna foi fundada em 1191 por Berthold V, Duque de Zähringen. Em 1218, depois que Berthold morreu sem um herdeiro, Berna foi feita uma Cidade Imperial Livre pela Carta de Ouro de Berna do Sacro Imperador Romano Frederico II.

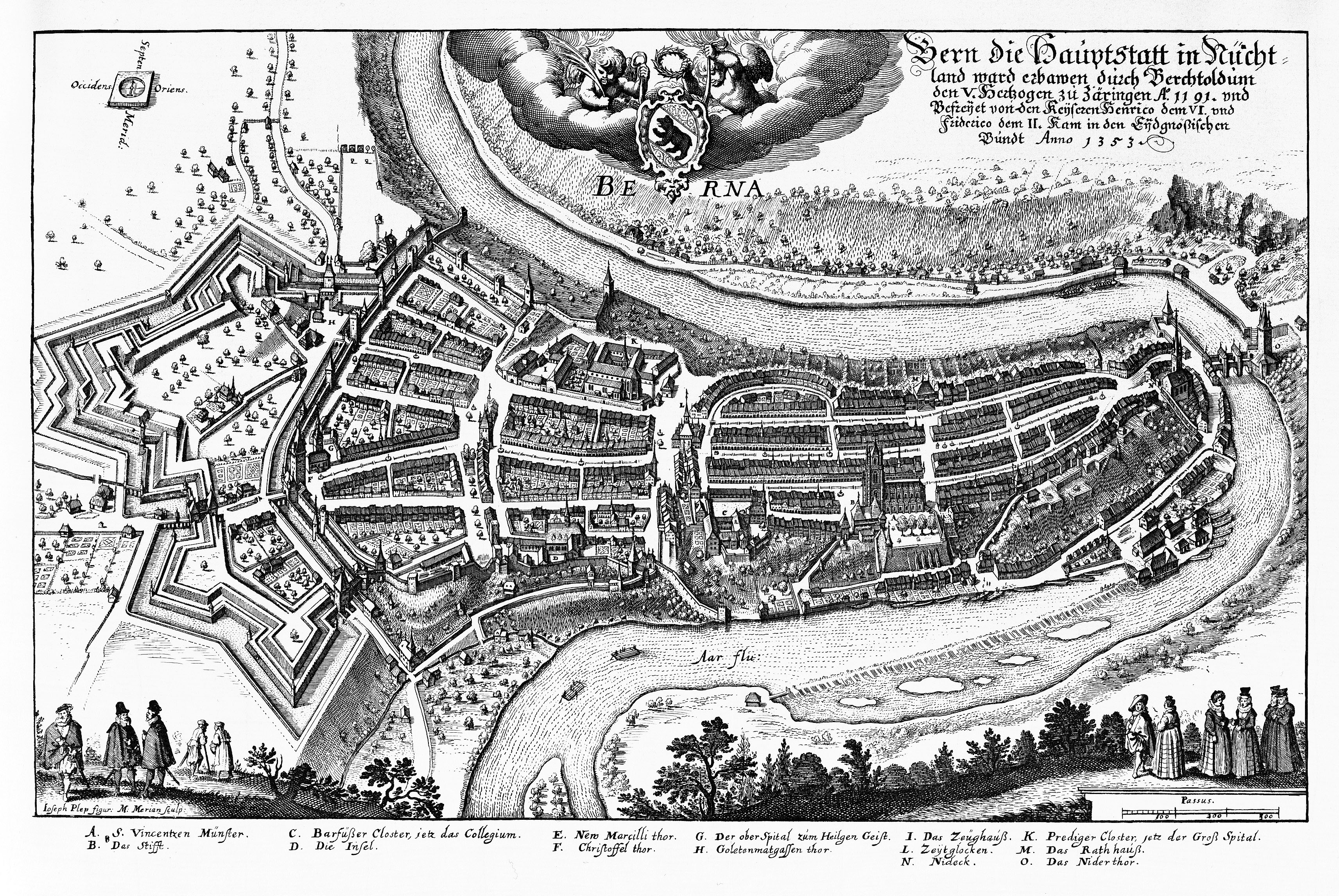
Mapa da península de Berna em 1638, por Matthäus Merian.

### A Confederação Helvética
Em 1353, Berna juntou-se à Confederação Helvética, tornando-se um dos "oito cantões" do período formativo (1353-1481). Berna foi invadida e conquistada por Argóvia em 1415, e por Vaud em 1536, bem como por outros territórios menores. Ainda no século XVIII, tornou-se a maior cidade-estado ao norte dos Alpes suíços, que compreende o que é hoje o cantão de Berna e o cantão de Vaud.
A cidade cresceu em direção ao oeste, rumo às fronteiras da península formada pelo rio Aar. Inicialmente, a torre Zytglogge demarcava a fronteira ocidental da cidade, o que se deu de 1191 a 1256. Até o ano de 1345, o Käfigturm assumiu este papel, e foi sucedido pelo marco do Christoffelturm até 1622. Durante o período da Guerra dos Trinta Anos, duas novas fortificações foram construídas para proteger toda a área da península de Berna, os chamados grande e pequeno Schanze (enraizamento).
Após um grande incêndio em 1405, os edifícios de madeira originais foram gradualmente substituídos por casas enxaimel e, mais tarde, por edifícios de arenito, que vieram a ser a característica da Cidade Velha. Apesar da peste que atingiu a Europa no século XIV, a cidade continuou a crescer, principalmente devido à imigração do campo circundante.

### História moderna
Berna foi ocupada pelas tropas da França em 1798, como parte das Guerras revolucionárias francesas, quando perdeu parte de seus territórios. O Oberland Bernês foi recuperado em 1802 e, através do Congresso de Viena de 1814, a cidade adquiriu o Jura Bernês, tornando-se novamente o maior cantão da confederação. Assim se apresentou a região durante a Restauração Suíça, e até a separação do cantão de Jura em 1979. Em 1848, Berna foi transformada na Cidade Federal, onde se localizava a Assembleia Federal do novo Estado suíço.
Alguns dos congressos da Primeira e Segunda Internacionais socialistas ocorreram em Berna, especialmente durante a Primeira Guerra Mundial, quando a Suíça permaneceu neutra.

## Geografia

Mapa da península do rio Aar. Ao centro, a Cidade Antiga.

Berna localiza-se no planalto suíço, um pouco a oeste do centro da Suíça e 20 quilômetros ao norte dos Alpes Berneses, envolta por uma paisagem que foi formada por geleiras durante a mais recente era do gelo. As duas montanhas mais próximas à cidade são o monte Gurten, com uma altura de 958 metros, e o Bantiger, com uma altura de 947 metros.
A cidade foi construída originalmente em uma montanhosa península rodeada pelo rio Aar, mas ultrapassou os limites naturais por volta do século XIX. Várias pontes foram construídas para permitir que a cidade crescesse nas terras além do rio.
Berna tem uma área de 51,62 km². Desta área, 45,0% são construídos e 19,0% são utilizados para fins agrícolas, enquanto 33,6% são arborizados. Do restante do território, 2,1% são compostos pela massa aquática (rios ou lagos) e 0,3% são terras improdutivas.

### Clima

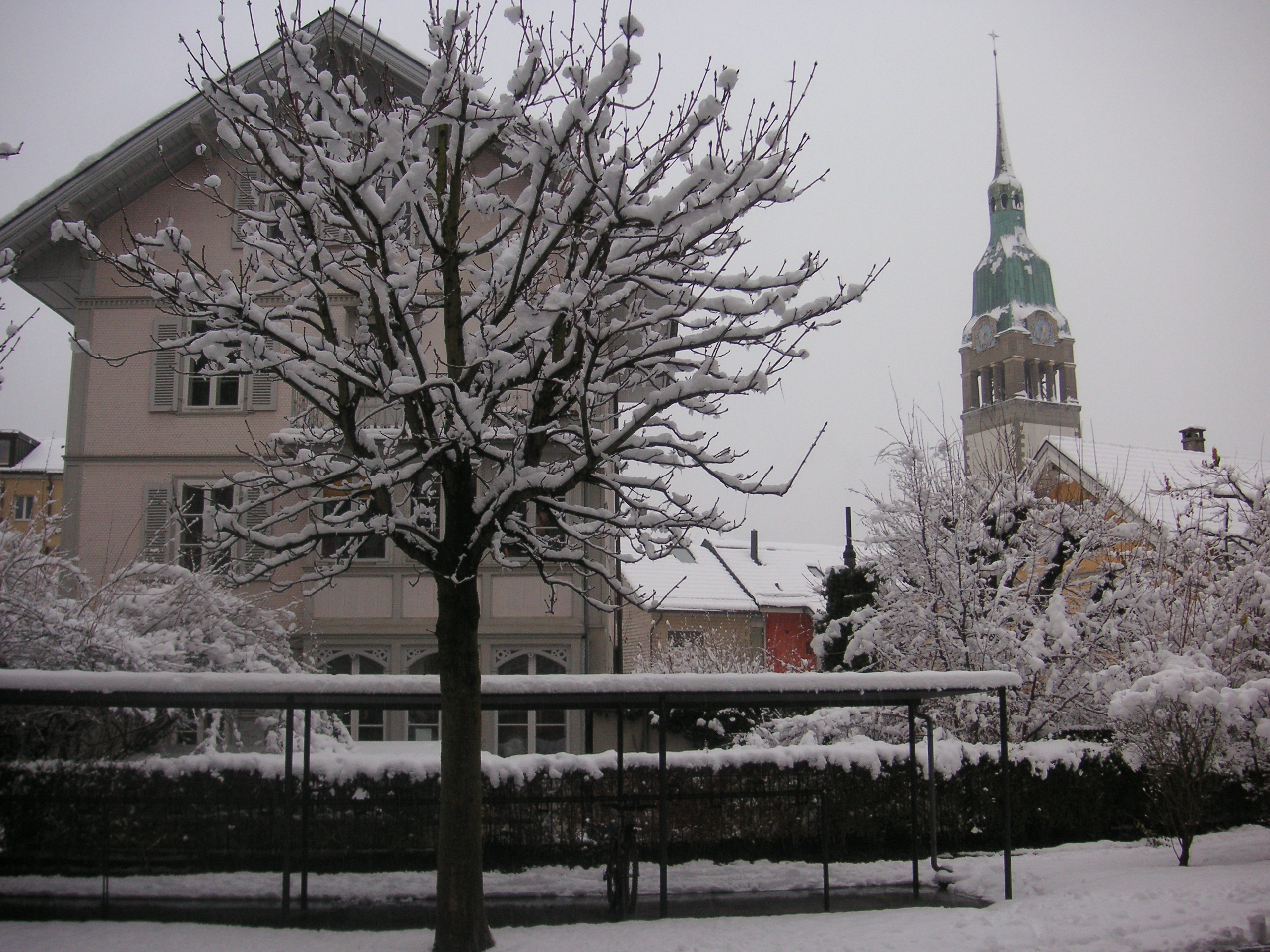
Dia nevado em Berna

O clima de Berna é oceânico temperado, com uma temperatura média anual de 7,8 °C. Ao longo do ano, a temperatura varia entre -4 °C e 24°, raramente estando abaixo de -10 °C ou acima de 30 °C. O inverno é frio e nublado, podendo haver períodos mais moderados (quando a corrente atlântica prevalece) e períodos onde a temperatura cai abaixo de 0 °C. No verão, as temperaturas são geralmente agradáveis, podendo haver curtos períodos de calor intenso, que vem tornando-se mais comum devido ao aquecimento global. As temperaturas alcançaram 37 °C em julho de 2015 e junho de 2019, 36 °C em agosto de 2015 e 35 °C em agosto de 2003, 2009, 2012 e julho de 2013.
A precipitação anual é de 1174mm. No final da primavera e no verão, a precipitação é abundante, normalmente ocorrendo em forma de tempestades. O mês mais chuvoso é maio (119mm) e o com menos chuva é fevereiro (55mm). O mês com mais dias de chuva é maio (12,6) e o com menos é setembro (8,9). O mês com mais neve é dezembro (133mm) e os com menos são maio, junho, julho, agosto e setembro. O mês com mais dias de neve é janeiro (4,1) e os com menos são maio, junho, julho, agosto e setembro.

## Demografia
Berna em dezembro de 2010, contava com  133 920 habitantes, dos quais 23,2% eram residentes estrangeiros. Ao longo da década de 2000, a população cresceu a uma taxa de 0,6%. Por volta de 2000, 81,2% da população falava alemão (o equivalente a 104 465 habitantes), 3,9% (5 062 pessoas) eram compostos por falantes de italiano e 3,6% eram falantes de francês, ou seja, 4 671 habitantes. Apenas 171 pessoas falavam romanche.
Evolução demográfica de Berna

### Religião
Segundo dados do censo de 2000, nesse ano havia em Berna 31 510 católicos (24,5% da população), enquanto que 60 455 pessoas (47,0%) pertenciam à Igreja Reformada Suíça. Além disso, havia 1 874 membros de uma Igreja Ortodoxa (cerca de 1,46%), 229 indivíduos (cerca de 0,18%) que pertenciam à Igreja Cristã Católica da Suíça, e havia 5 531 habitantes (cerca de 4,30%) que pertenciam a outras igrejas cristãs. Havia, ainda, 324 judeus (cerca de 0,25%), 4 907 muçulmanos (3,81%), 629 habitantes budistas, 1 430 hindus e 177 que pertenciam a outra religião. Do restante da população bernesa, 16 363 (cerca de 12,72%) declararam não pertencer a nenhuma religião (agnósticos ou ateus) e 7 855 pessoas (cerca de 6,11% da população) optaram por não responder à questão.

## Política

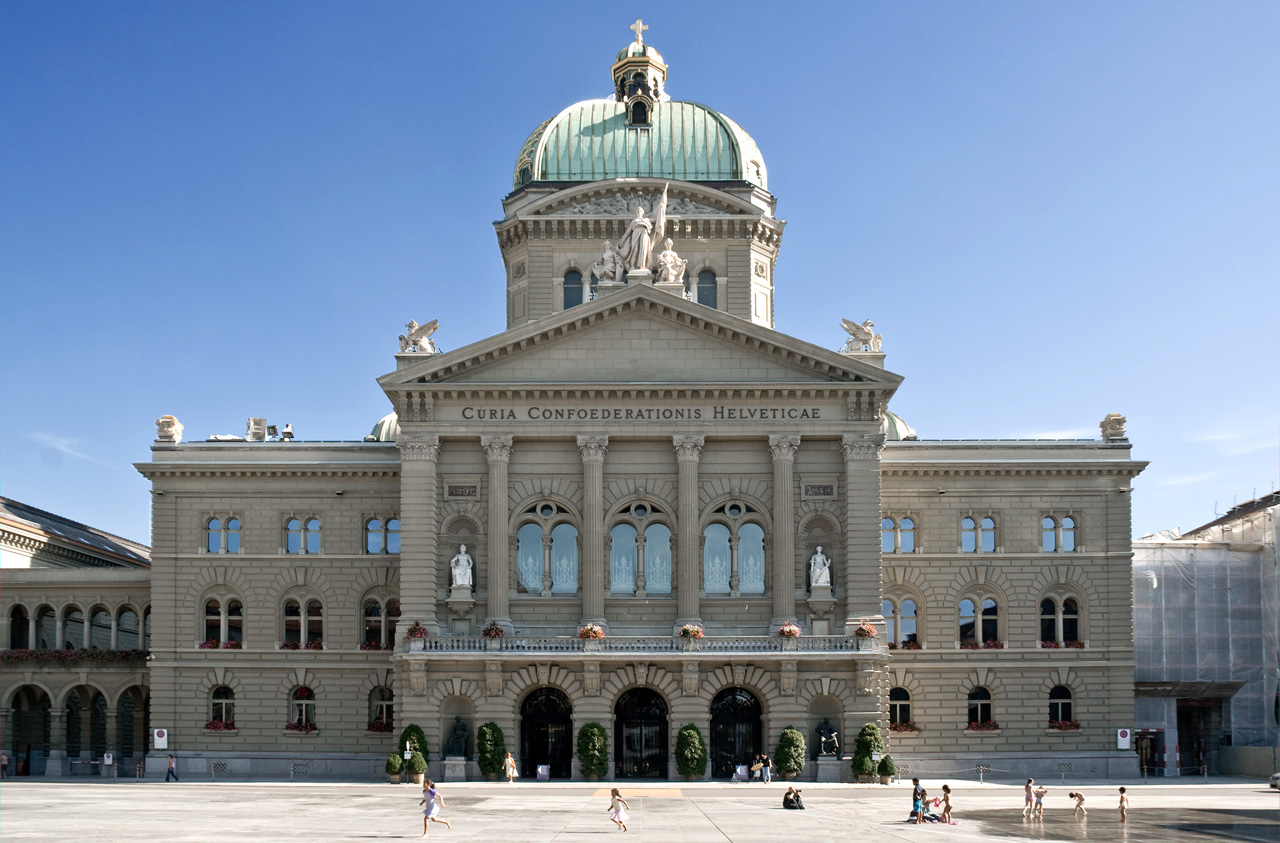
Palácio Federal, sede da Assembleia Federal da Suíça.

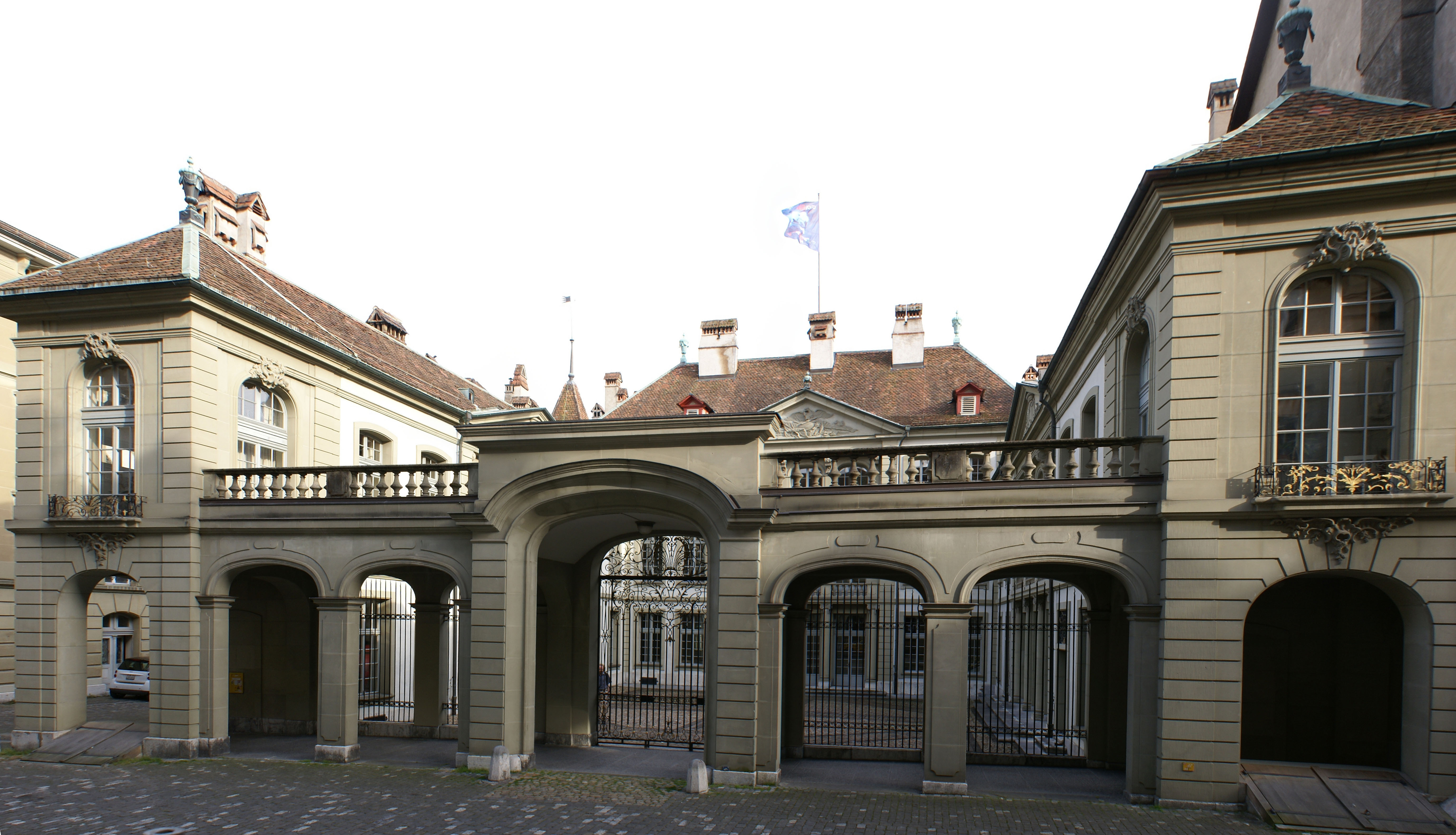
Erlacherhof, sede do conselho executivo de Berna.

Berna é regida pela Gemeinderat, um conselho executivo com cinco membros, sendo um deles o próprio prefeito da cidade (Stadtpräsident). O parlamento de Berna tem 80 membros e é chamado Stadtrat. Tanto o legislativo quanto o executivo são elegíveis, em geral, para mandatos de no máximo quatro anos. As últimas eleições foram realizadas em novembro de 2008 com uma participação de 43,48% do eleitorado bernês.
O conselho executivo (Gemeinderat) tem a maioria da aliança esquerda-verde, com dois representantes, incluindo o prefeito Alexander Tschäppät, do Partido Socialista Suíço, e um representante do Partido Verde (Grünes Bündnis). Tem também uma maioria de três mulheres contra dois homens. A sede do Gemeinderat é o Erlacherhof.
Os membros do Conselho Legislativo são 80, e pertencem a 18 partidos políticos diferentes, dos quais o mais forte é o Partido Socialista Suíço, com 20 representantes, seguido pelo conservador Partido Livre Democrático da Suíça com 10 e os moderados do Partido Verde com 9 lugares. Tanto a União Democrática do Centro de extrema-direita quanto os esquerdistas do Partido Verde têm 8 assentos cada. O Stadtrat se reúne nas noites de quinta-feira no Rathaus (Câmara Municipal).
Os representantes do Partido Socialista Suíço e do Partido Verde, coletivamente referidos como "Centro-Verde-Vermelho" (Rot-Grüne-Mitte), mantém uma maioria em ambos os conselhos e, sobretudo, determinam os rumos políticos da cidade, embora nenhum acordo de coalizão formal exista sob o sistema de democracia direta que prevalece na Suíça. As questões mais importantes são decididas pelo voto universal.
Em 2007, na eleição federal, o partido mais votado foi o Partido Socialista, que recebeu 29,12% dos votos. Os outros três partidos mais votados foram o Partido Verde (24,88%), a União Democrática do Centro (16,73%) e o Partido Livre Democrático (15,7%). Berna compareceu com um total de 43 783 votos, o equivalente a um comparecimento de 51,5%.

### Relações internacionais

#### Geminação
A cidade de Berna sempre evitou fazer acordos de geminação, como decidido pelo Conselho Municipal em 1979. No entanto, mantém relações ativas com várias cidades, seja em organizações conjuntas, como a Associação das Cidades, seja em projetos específicos, como fez em 2008 com as cidades de Basileia, Genebra e Zurique, também na Suíça, e com Salzburgo, na Áustria, por ocasião do Campeonato Europeu de Futebol, realizado em conjunto na Áustria e na Suíça.

#### Embaixadas
Por ser a capital da Suíça, em Berna encontram-se as embaixadas de diversos países que mantêm relações diplomáticas com o país. São elas:

## Economia
Em 2010, Berna possuía uma taxa de desemprego de 3,3%. Em 2008, o número total de trabalhadores que faziam tarefas de tempo integral era 125 037. O número de empregados no setor primário era de 254, dos quais 184 estavam envolvidos com a agricultura, 19 com o extrativismo vegetal em áreas florestais e 51 estavam no setor de mineração. Já no setor secundário, o número de empregos era 15 425, dos quais 7 650 eram da indústria, e 6 389 da construção civil. E no setor terciário, por sua vez, o número de empregos era de 109 358, dos quais 11.396 estavam na venda ou reparação de veículos automóveis, 10 293 estavam na movimentação e armazenamento de mercadorias, 5 090 eram do setor de hotéis ou restaurantes, 7 302 na indústria da informação, 8 437 no serviço de seguros e indústria financeira, 10 660 eram profissionais técnicos ou cientistas, 5 338 estavam no setor de educação e 17 903 trabalhavam na assistência à saúde.
Em 2000, havia 94 367 trabalhadores que se deslocavam dentro da cidade e 16 424 que se deslocavam para longe. A cidade é uma grande receptora de trabalhadores, com cerca de 5,7 trabalhadores que entram para cada um que sai. Em relação ao meio de transporte utilizado pela população economicamente ativa para chegar ao trabalho, 50,6% utilizavam transporte público, e 20,6% usavam um carro particular.
Como exemplo da atividade industrial em Berna, cabe citar a fabricação dos chocolates suíços Toblerone, que é feita na cidade desde 1908.

## Cultura

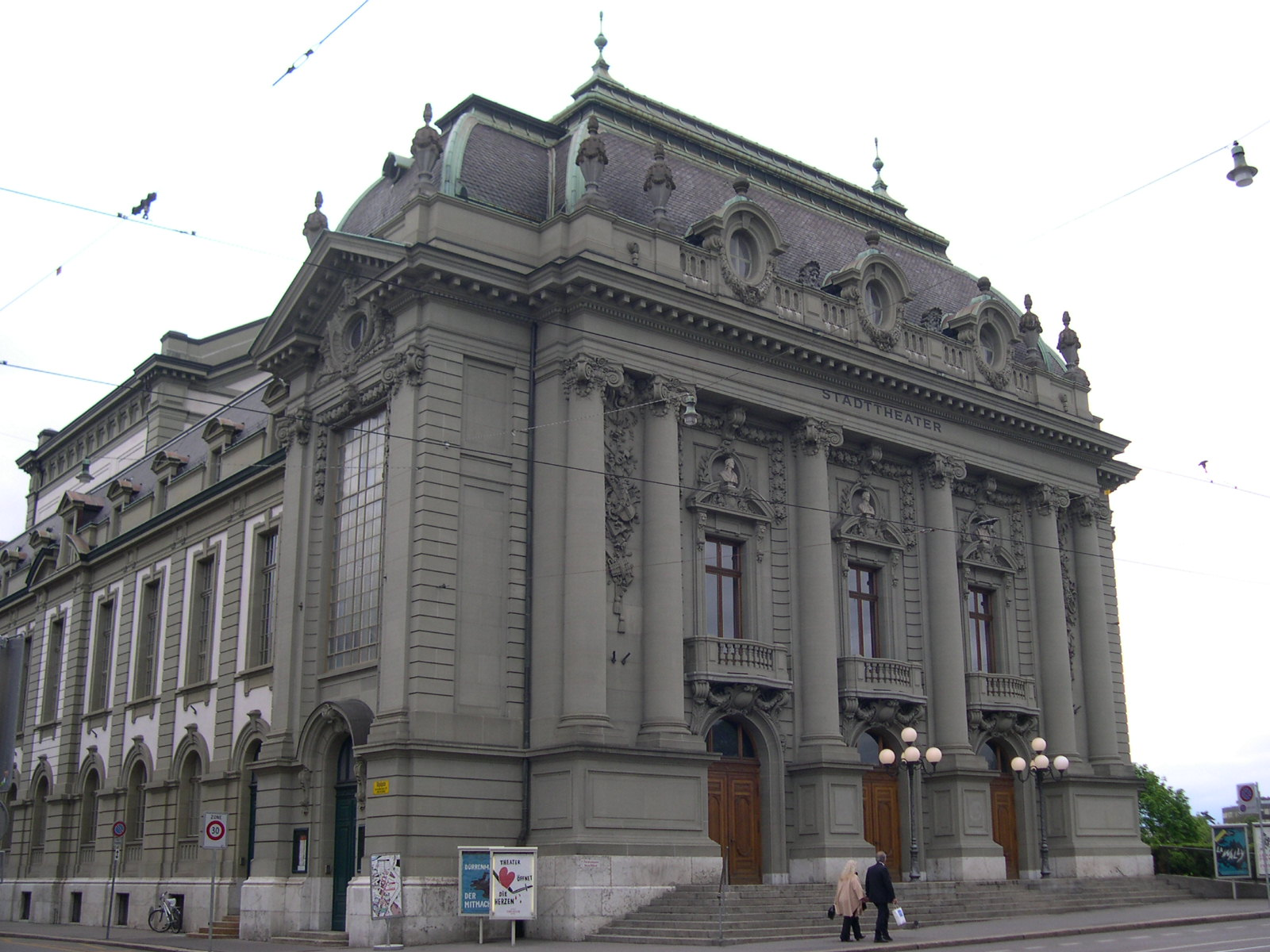
Teatro da Cidade de Berna.

### Teatros
- Teatro da Cidade de Berna[16]
- Teatro Narrenpack de Berna[17]
- Teatro Schlachthaus[18]
- Teatro Tojo
- Teatro na Rua Effinger[19]
- Teatro no Käfigturm[20]

### Cinemas
Berna tem várias dezenas de cinemas. Como é habitual na Suíça, os filmes geralmente são mostrados em seu idioma original, contando apenas com legendas em alemão e francês. Poucos deles são dublados em alemão. Periodicamente, ocorrem na cidade festivais de cinema, os quais são:

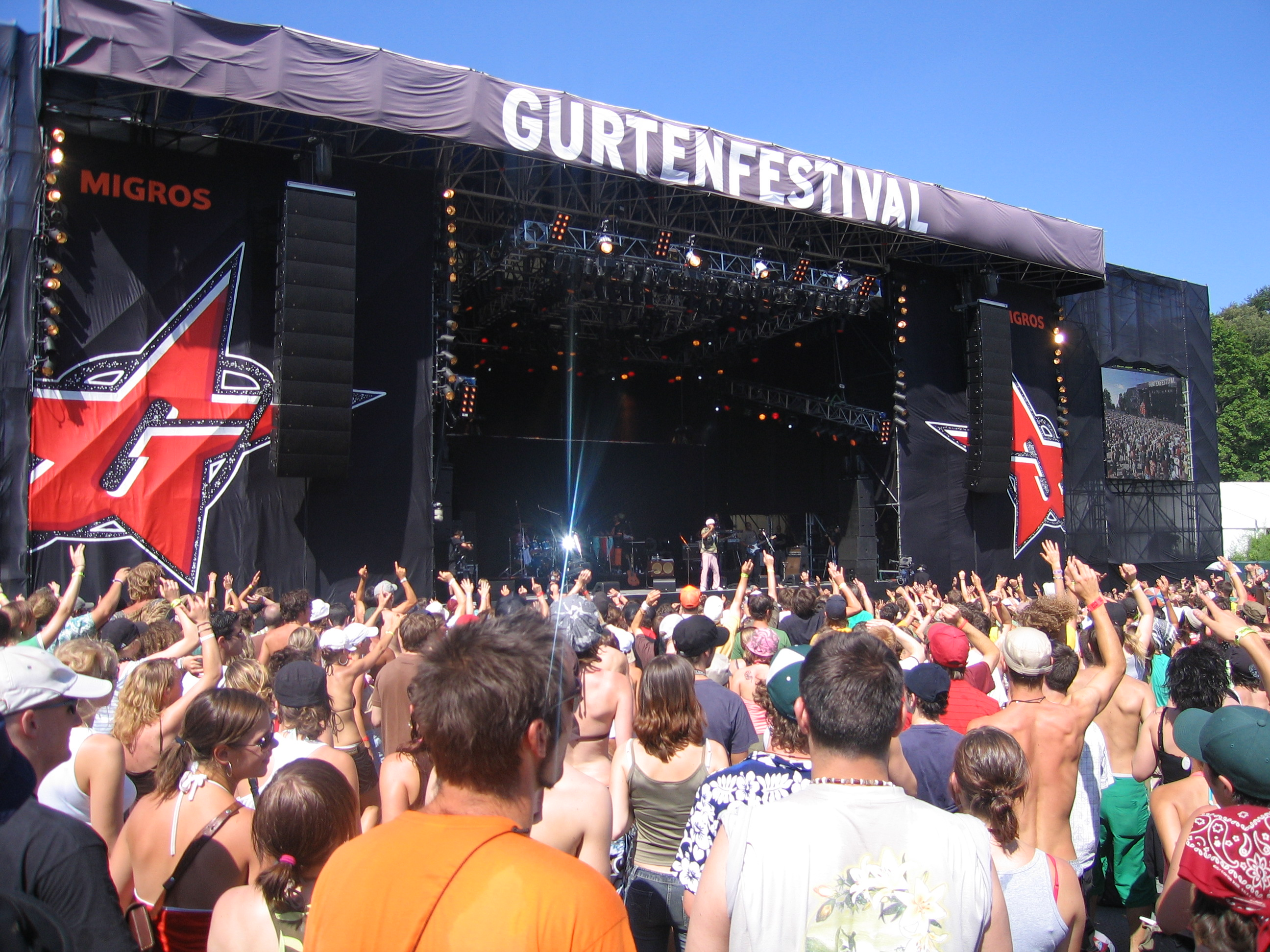
Palco principal do Gurtenfestival em 2005.

- Queersicht - festival de cinema gay e lésbico, realizado anualmente na segunda semana de novembro.
- Festival Internacional de Curtas SHNIT

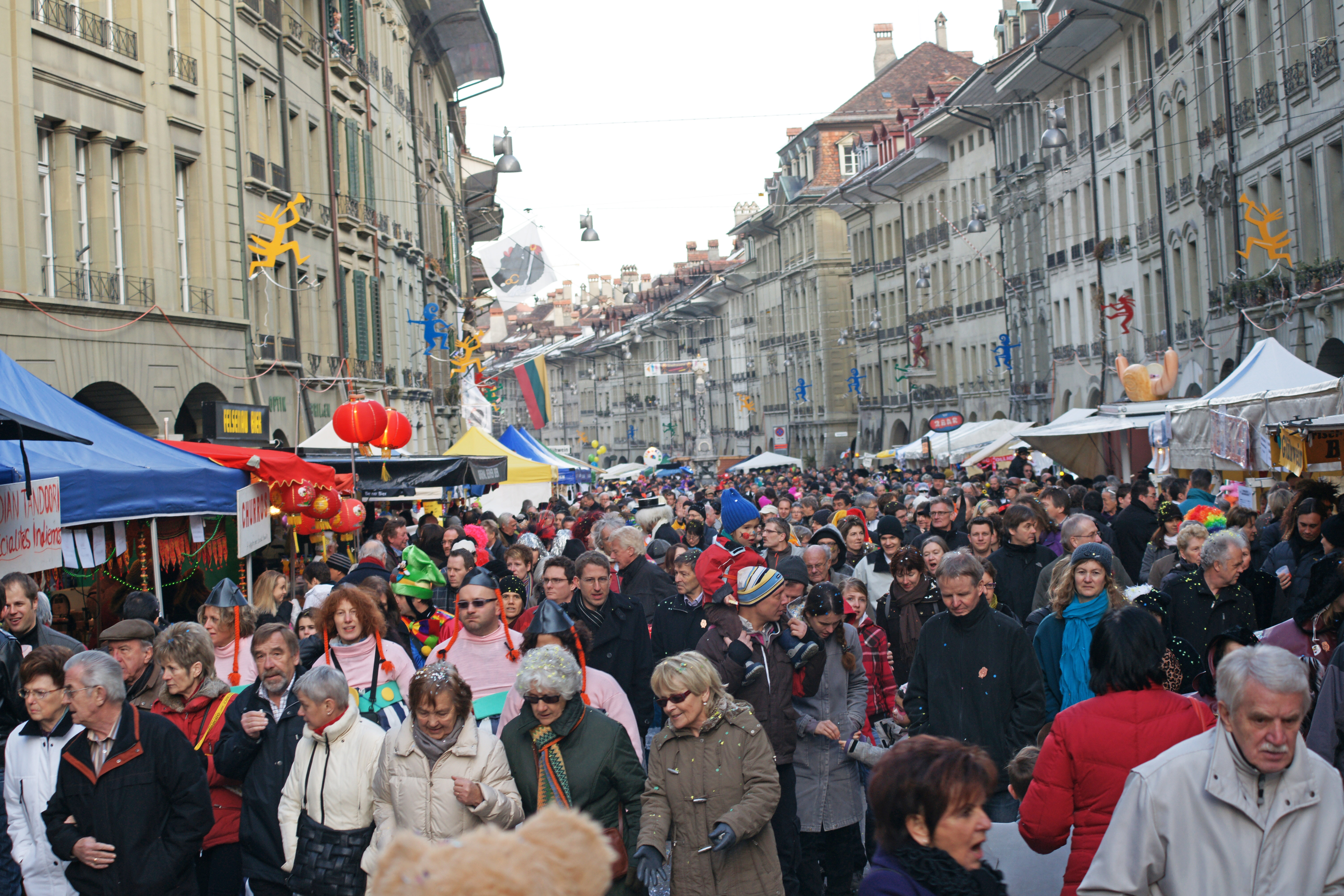
Pessoas participando do Carnaval em Berna no ano de 2010.

### Festivais
- Carnaval (Bernese Fassnacht)
- Festival de Inverno e Verão BeJazz
- Festival de Artistas de Rua
- Gurtenfestival
- Festival Internacional de Jazz de Berna
- Festival Taktlos

### Feiras
- Zibelemärit - O Zibelemärit ("mercado de cebola") é uma feira anual realizada na quarta segunda-feira de novembro.[2]

## Educação

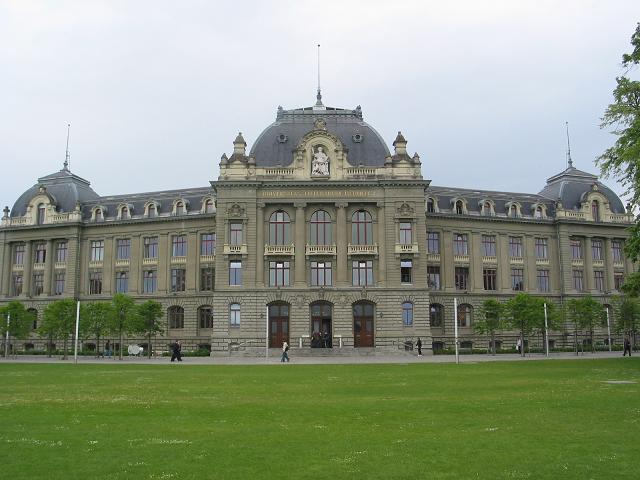
Fachada do edifício principal da Universidade de Berna.

Existem na cidade de Berna duas grandes universidades: a Universidade de Berna e a Universidade de Ciências Aplicadas de Berna, além de várias escolas vocacionais.
Na cidade, cerca de 50 418 pessoas (39,2% da população) concluíram o ensino secundário não obrigatório, e 24 311 (18,9%) concluíram o ensino superior (em universidades comuns ou de Ciências Aplicadas). Dos 24 311 que concluíram o curso superior, 51,6% eram homens suíços, 33,0% eram mulheres suíças, 8,9% eram homens não-suíços e 6,5% eram mulheres não-suíças.
O sistema escolar do cantão de Berna oferece um ano de jardim de infância não obrigatório, seguido de seis anos de escola primária. Isto é seguido por três anos de baixo ensino secundário obrigatório, onde os alunos são separados de acordo com a capacidade e aptidão. Depois disso, os alunos podem fazer estudos adicionais (alto ensino secundário) ou se tornar aprendizes.
No ano letivo 2009/10, havia um total de 10 979 alunos que frequentavam aulas em Berna. Havia 89 turmas de jardim de infância, com um total de 1 641 alunos na comuna. Destes, 32,4% eram estrangeiros residindo permanente ou temporariamente na Suíça, e 40,2% possuíam uma língua materna diferente da usada na sala de aula. A cidade tinha, ainda, 266 classes primárias, com 5 040 estudantes, dos quais 30,1% eram estrangeiros residentes na Suíça e 35,7% tinham uma língua materna diferente da de sala de aula. Ainda, durante o mesmo ano ano letivo, existiam em Berna 151 classes de baixo ensino secundário, com um total de 2 581 alunos. Destes, 28,7% eram estrangeiros residentes na Suíça e 32,7% possuíam uma língua materna diferente do idioma da sala de aula. Ainda no ano 2000, havia 9 045 alunos em Berna que vinham de outra comuna, enquanto que 1 185 moradores frequentavam escolas fora da cidade.

## Desportos

### Futebol

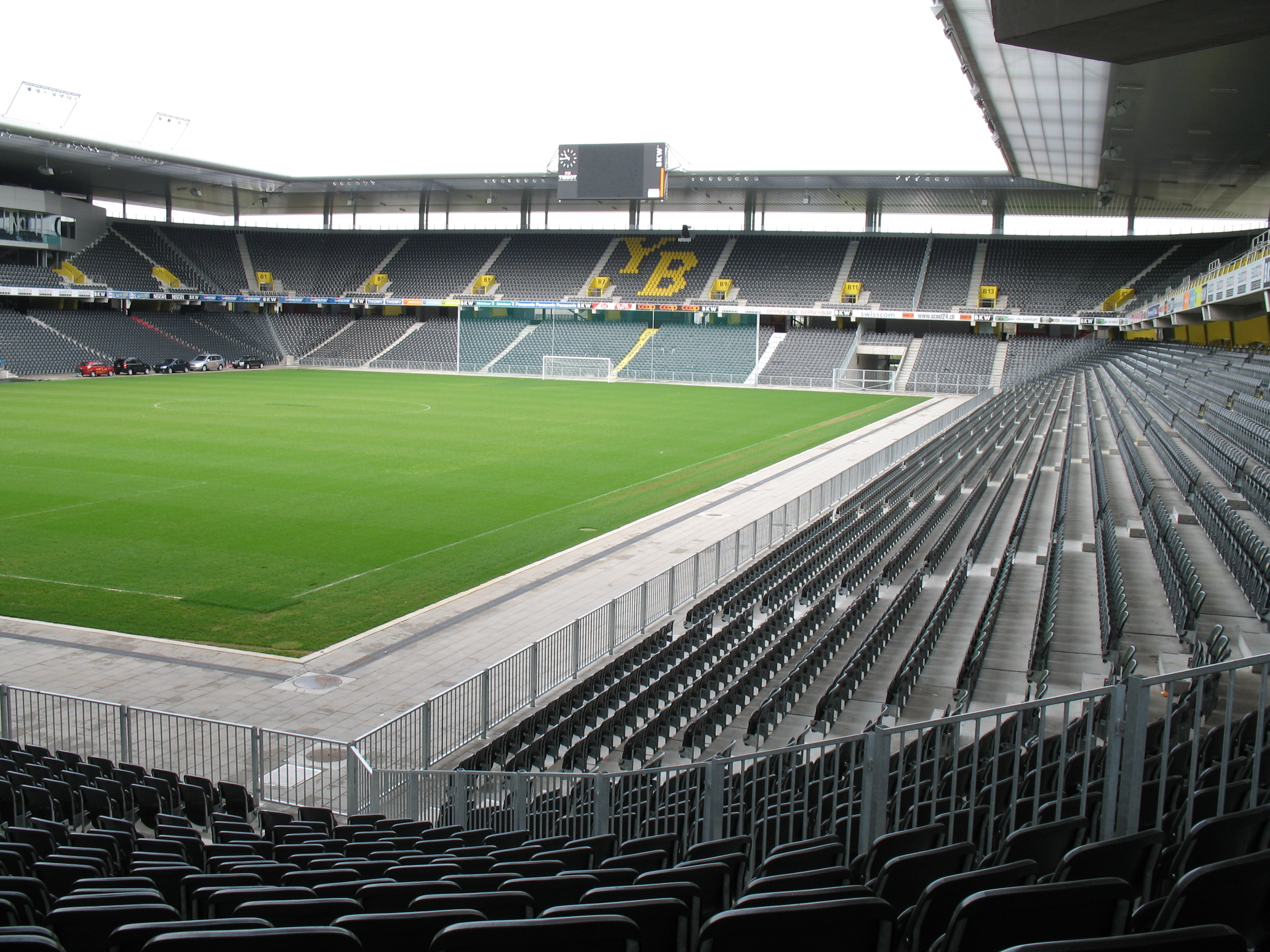
Vista interna do Stade de Suisse.

Berna foi uma das sedes da Copa do Mundo FIFA de 1954, que ocorreu em algumas cidades suíças. A cidade participou com o Estádio Wankdorf, sede da equipa BSC Young Boys, onde ocorreu, entre outros, o jogo final entre Alemanha Ocidental e Hungria, vencido pelos alemães pelo resultado de 3 a 2. Em 2001, o estádio foi demolido, para que fosse construído o atual Stade de Suisse, Wankdorf. Essa decisão foi aprovada pela população num plebiscito de 1997.
O novo estádio foi inaugurado em 30 de julho de 2005, duas semanas após ter sido feita uma partida inaugural de teste entre o BSC Young Boys e o Olympique de Marseille. Em 2008, o Stade de Suisse recebeu três jogos do Campeonato Europeu de Futebol, organizado em conjunto pela Áustria e pela Suíça. Até hoje, o estádio é a sede do BSC Young Boys.

### Hóquei no gelo
A maior equipa de hóquei no gelo de Berna é o SC Bern, cuja sede é a Arena PostFinance. Esta arena foi a principal sede do Campeonato Mundial de Hóquei no Gelo de 2009, abrigando, entre outros, um dos jogos de abertura e o jogo final.

### Candidatura aos Jogos Olímpicos de Inverno de 2010
Berna candidatou-se a receber os Jogos Olímpicos de Inverno de 2010, mas retirou a candidatura em setembro de 2002, após um referendo mostrar que os habitantes locais não apoiavam a proposta. Esses jogos vieram a ser concedidos a Vancouver, no Canadá.

## Transporte

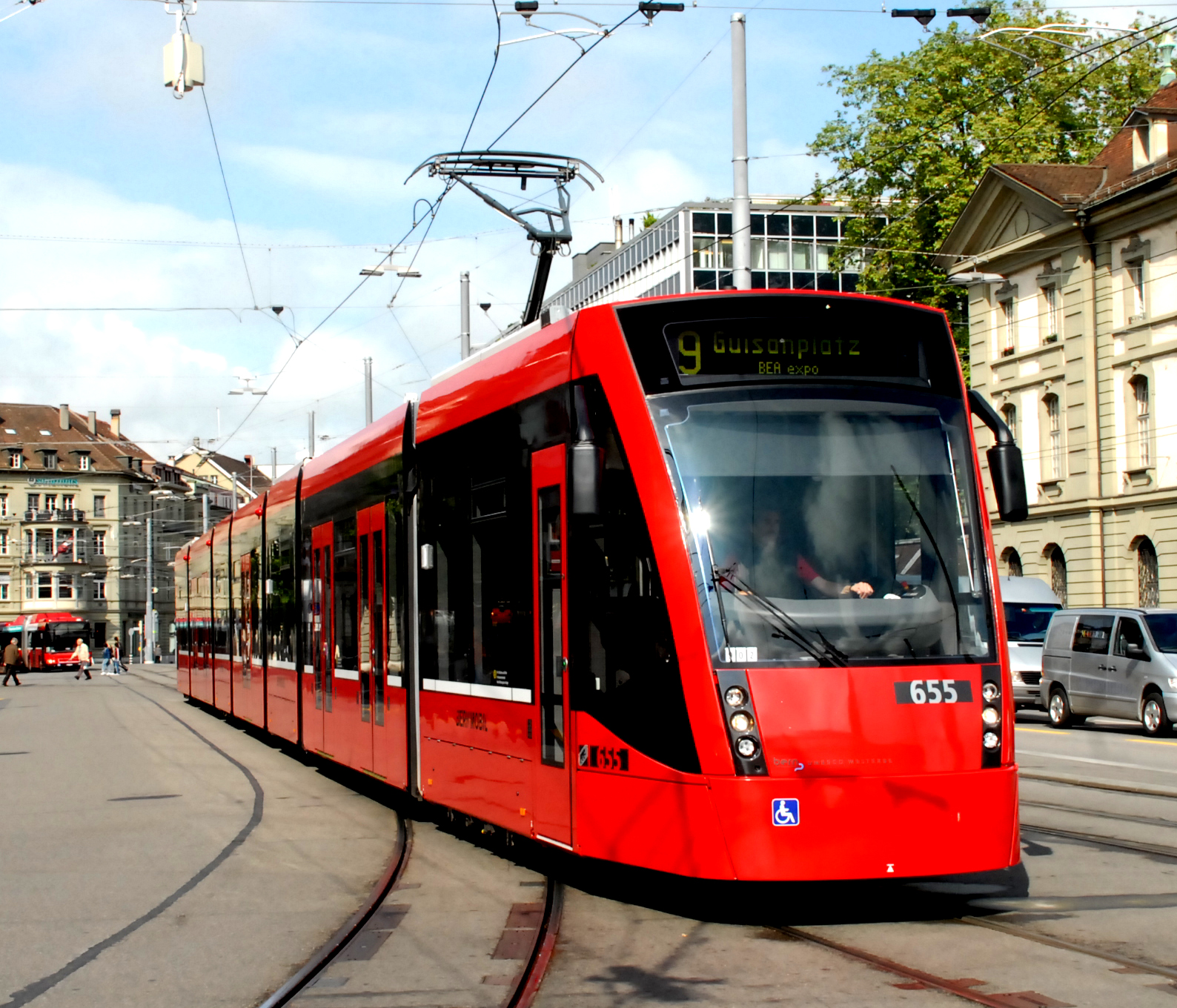
Bonde trafegando em rua de Berna.

### Urbano
O transporte público urbano se dá através das redes de bondes, trólebus e ônibus, que formam um sistema integrado para interligar as várias partes da cidade. Também com esse objetivo, um funicular faz a ligação entre o bairro do Marzili e o Palácio Federal da Suíça. Além disso, várias pontes foram construídas sobre o rio Aar para conectar as partes antigas da cidade com os bairros mais novos, fora da península.

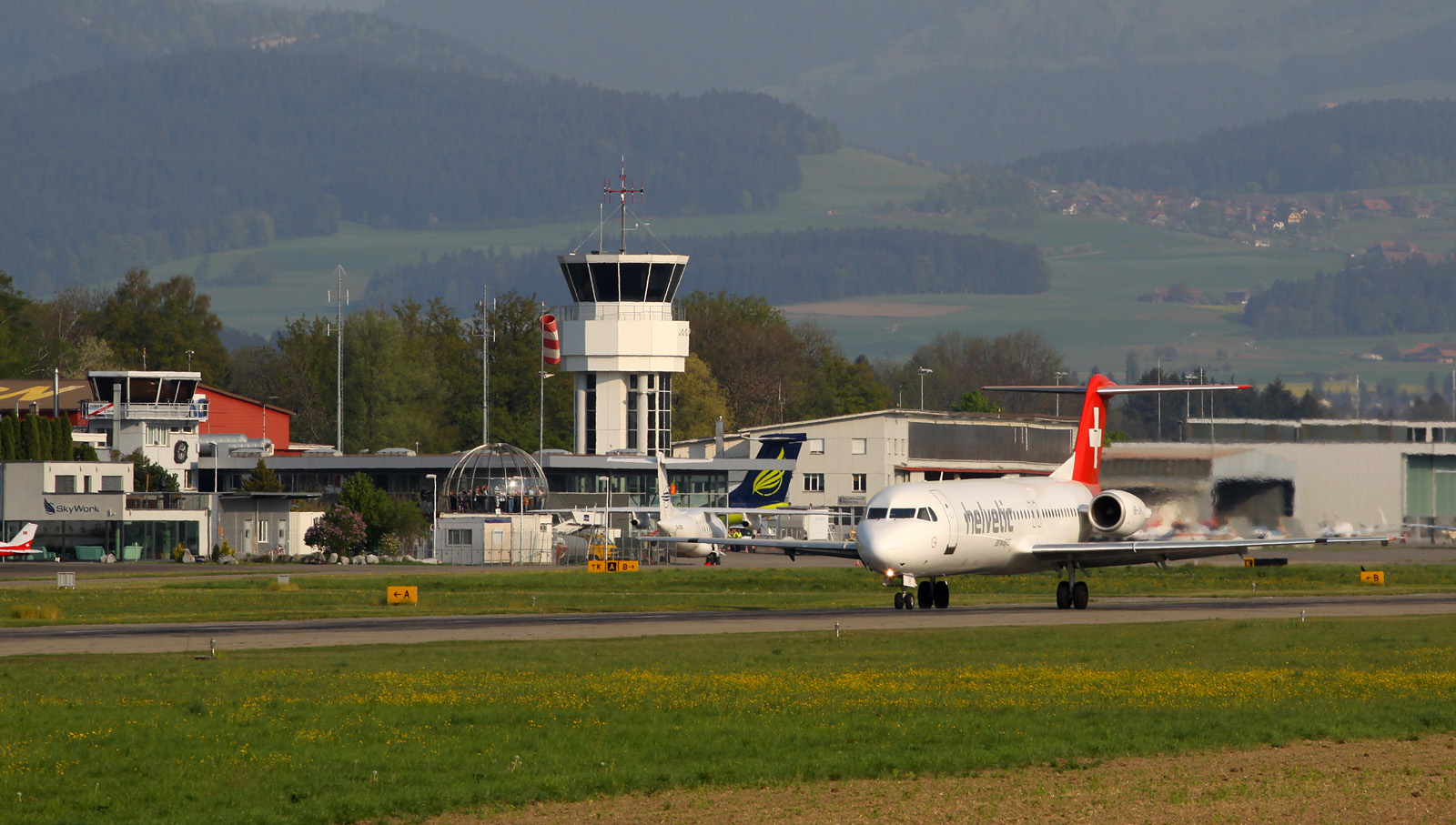
Vista externa do Aeroporto de Berna/Belp.

### Rodoviário e Aéreo
Para se conectar a outras cidades por meio terrestre, Berna conta com várias autoestradas, como a A1, A6 e A12, além da rede ferroviária nacional e internacional, às quais a cidade está ligada por uma estação ferroviária No quesito transporte aéreo, Berna é servida pelo Aeroporto de Berna, que se localiza, na verdade, dentro dos limites da cidade de Belp. Embora seja regional, esse aeroporto está ligado a várias cidades, tanto dentro da Suíça como de outros países da Europa, e serve de hub para duas empresas aéreas suíças: a Sky Work Airlines e a Helvetic Airways.